# Maryse Condé
Maryse Condé, pseudonimo di Marise Liliane Appoline Boucolon (Pointe-à-Pitre, 11 febbraio 1934 – Apt, 2 aprile 2024), è stata una scrittrice e giornalista francese, proveniente dalla Guadalupa. Raggiunse la notorietà soprattutto per Ségou (1984-1985), un romanzo storico in due volumi ripercorrente attraverso il destino di tre fratelli la caduta del regno Bambara di Ségou e la cui pubblicazione avvenne nel contesto dell'"Effetto Radici", il celebre romanzo di Alex Haley adattato per la televisione qualche anno prima.
Altra opera degna nota fu Io, Tituba, strega nera di Salem, una storia di schiavi la cui versione inglese fu accompagnata da una prefazione di Angela Davis, mentre in Guadalupa e Martinica venne associata principalmente alle opere Traversée de la mangrove e La Vie sans fards, romanzi autobiografici. Scrisse anche romanzi per adolescenti, in particolare sulla rivista Je bouquine. Nel 2018, a Stoccolma, venne insignita del cosiddetto "Nobel Alternativo".

## Biografia
Maryse Condé nacque l'11 febbraio 1934 a Pointe-à-Pitre nell'isola di Guadalupa. Nel 1953 lasciò la Guadalupa per completare la sua istruzione in Francia, prima al Liceo Fénelon e in seguito alla Sorbona, dove studiò Inglese. Nel 1959 sposò Mamadou Condé, un attore africano. Terminati gli studi, insegnò in diversi paesi africani (Guinea, Ghana, Senegal). Svolse inoltre l'attività di giornalista sia in Francia che per la BBC. Nel 1981 divorziò da Condé e sposò in seconde nozze Richard Philcox, un inglese, traduttore di quasi tutti i suoi romanzi in inglese. Dopo aver insegnato per molti anni alla Columbia University, visse tra la sua isola natale e New York. In seguito ritornò in Francia stabilendosi con la famiglia a Gordes, in Provenza.
Nei suoi romanzi, Maryse Condé indagò temi legati ai rapporti tra sessi, razze e culture in luoghi ed epoche storiche diverse nonché ambientazioni spazianti dal Massachusetts del celeberrimo Processo alle streghe di Salem nel romanzo Io, Tituba, strega nera di Salem all'Impero Bamana e alla sua capitale, Ségou (oggi in Mali), che fecero da sfondo alla saga familiare di Segù.
Presiedette il Comité pour la mémoire de l'esclavage (Comitato per la memoria della schiavitù), creato nel gennaio 2004 per appoggiare la piena applicazione della Loi Taubira (Legge Taubira) che nel 2001 riconobbe la Tratta atlantica degli schiavi africani come crimine contro l'umanità. Proprio in seguito a una sua proposta, il presidente francese Jacques Chirac stabilì che il 10 maggio fosse dedicato alla commemorazione della schiavitù e della sua abolizione, una ricorrenza celebrata per la prima volta nel 2006. Scrisse inoltre dei racconti per la rivista Je bouquine.

### Il Nobel Alternativo
Nel 2018, poiché l'Accademia Svedese decise di rinviare la designazione del Premio Nobel per la letteratura, un gruppo di accademici dissenzienti si costituì nella Nuova Accademia e conferì a Maryse Condé, scelta tra quattro candidati, il Premio Nobel definito "Alternativo". Le motivazioni della giuria: "Nelle sue opere, con un linguaggio preciso, descrive le devastazioni del colonialismo e il caos del post-colonialismo".
Nel 2020, il Presidente della Repubblica francese Emmanuel Macron ricevette la scrittrice al Palazzo dell'Eliseo, per assegnarle la massima decorazione della Legion d'Onore. Nell'occasione Maryse Condé venne definita l'indipendentista più decorata della Repubblica. Macron dichiarò anche:"Maryse Condé m'a appris l'Afrique".

### Morte
Nei suoi ultimi anni, Condé tornò in Francia per sottoporsi a cure per una condizione neurologica che alla fine la rese cieca. Visse a Gordes, un piccolo villaggio provenzale nel dipartimento della Vaucluse, nel sud della Francia, dove vi si stabilì con il marito negli anni '80. Soffrì anche di una malattia neurodegenerativa ereditaria. Dettò a un amico il suo ultimo libro, L'Évangile du nouveau monde, la sua nuova versione del Nuovo Testamento. Morì il 2 aprile 2024 all'età di 90 anni in un ospedale di Apt, nel sud della Francia. Ebbe tre figlie del suo primo matrimonio, Sylvie, Aïcha e Leïla Condé.

## Premi e riconoscimenti
- 1987: Grand prix littéraire de la Femme: prix Alain-Bouchero, per Moi, Tituba sorcière... Noire de Salem.[10]
- 1988: Prix Anaïs-Ségalas de l'Académie française, per La Vie scélérate.[11]
- 1988: LiBeraturpreis (Germania) per Ségour: Les Murailles de terre.[12]
- 1993: Puterbaugh Prize (Stati Uniti d'America) per l'insieme della sua opera.[13]
- 1999: Prix Marguerite-Yourcenar per Le Cœur à rire et à pleurer.[14]
- 2003: Grand prix Metropolis bleu (Canada Québec).
- 2005: Hurston/Wright Legacy Award (categoria fiction), per Who Slashed Célanire's Throat?, traduzione inglese di Célanire cou-coup.[15]
- 2006: Certificat d'honneur Maurice Gagnon du Conseil international d'études francophones (CIEF).[16]
- 2007: Prix Tropiques, per Victoire, les saveurs et les mots.[16]
- 2008: Trophée des arts afro-caribéens (categoria fiction), per Les Belles Ténébreuses.[16]
- 2010: Grand prix du roman métis, per En attendant la montée des eaux.[16]
- 2018: Nuovo premio accademico di Letteratura, istituito dalla "Nuova Accademia (o Premio Nobel Alternativo".[16]
- 2021: Premio mondiale Cino Del Duca alla carriera.[17]

## Opere
- Dieu nous l'a donné, pièce teatrale in 5 atti, 1972;
- Mort d'Oluwémi d'Ajumako, pièce teatrale in 4 atti, 1973;
- Heremakhonon, 1976;
- Stéréotype du noir dans la littérature antillaise: Guadeloupe-Martinique, 1976,
- La Civilisation du bossale : réflexions sur la littérature orale de la Guadeloupe et de la Martinique, 1978;
- La Parole des femmes: essai sur les romancières des Antilles de langue française, 1979;
- Une saison à Rihata, 1981;
- Segou. Les murailles de terre, 1984;
  - Le muraglie di terra, introduzione di Djibril Tamsir Niane; traduzione di Eliana Vicari, Lavoro, Roma \1988;
- Segou. La terre en miettes 1985;
  - La terra in briciole, introduzione di Nara Araújo e Anna Maria Gentili; traduzione di Eliana Vicari, Edizioni lavoro, Roma 1994;
- Pays mêlé, suive de Nanna-ya, 1985;
- Moi, Tituba sorcière..., 1986, 
  - Io, Tituba, strega nera di Salem, traduzione di Maria Adelaide Mori, Giunti, Firenze 1992;
- Haïti chérie, 1986; con il titolo Rêves Amers, 2001;
- La vie scélérate, 1987;
  - La vita perfida tradotta e curata da Guia Risari, e/o, Roma 2004;
- En attendant le bonheur, 1988;
- Pension Les Alizés, pièce in 5 quadri, 1988;
- Hugo le terrible, 1989;
- Traversée de la mangrove, 1989;
  - La traversata della mangrovia, a cura di Eliana Vicari Fabris; postfazione di Marie-José Hoyet, Lavoro, Roma 2002;
- Quet de voix pour Guy Tirolien, in collaborazione con Alain Rutil 1990;
- Les Derniers Rois mages, 1992;
- La colonie du nouveau monde, 1993;
- La migration des cœurs, 1995;
  - Le migrazioni del cuore, traduzione di Dianella Selvatico Estense, Rizzoli, Milano 1996
- Desirada, 1997;
- Pays mêlé, 1997;
- Desirada, 1997;
- Le cœur à rire et à pleurer: contes vrais de mon enfance, 1999;
- Cèlanire cou-coupé, 2000;
- La Belle Créole, 2001;
- Rêves amers, 2001;
  - Sogni amari, a cura di Eliana Vicari; illustrazioni di Claudia Melotti, Città Aperta, Troina 2006;
- La planète Orbis, 2002;
- Histoire de la femme cannibale, 2005;
- À la courbe du Joliba, 2006;
- Uliss et les Chiens, 2006;
- Victoire, les saveurs et les mots, 2006;
- Comme deux frères, azione drammatica, 2007;
- Les belles ténébreuses, 2008;
- Chiens fous dans la brousse, 2008;
- Savannah blues, 2008;
- Conte cruel, 2009;
- La Faute à la vie, azione teatrale, 2009;
- En attendant la montée des eaux, 2010;
- La Vie sans fards, 2012;
  - La vita senza fard, traduzione di Anna D'Elia, La Tartaruga, Milano, 2019;
- La Belle et la Bête: une version guadeloupéenne, 2013;
- An tan révolisyon: elle court, elle court la liberté, azione teatrale, 2015;
- Mets et Merveilles, 2015;
- Le Fabuleux et Triste Destin d'Ivan et d'Ivana, 2017;
- L'Évangile du nouveau monde, 2021;
  - Il Vangelo del Nuovo Mondo, traduzione di Silvia Rogai, Giunti, Firenze-Milano 2022;